# Feel So Numb
"Feel So Numb" – piosenka z gatunku industrial metalu stworzona na drugi album studyjny amerykańskiego wokalisty Roba Zombie pt. The Sinister Urge (2001). Wyprodukowany przez Zombie i Scotta Humphreya, utwór wydany został jako singel promocyjny w drugiej połowie 2001 roku. Hiszpańskojęzyczne intro, rozpoczynające nagranie ("Prometo solemnemente defender el bien y luchar contra la injusticia y la maldad"), w wolnym tłumaczeniu oznacza: "Uroczyście zobowiązuję się bronić dobra oraz walczyć z niesprawiedliwością i złem". Śpiew wykorzystany w pierwszych sekundach piosenki to fragment audio pochodzący z hiszpańskiego horroru Rebelia umarłych (El espanto surge de la tumba, 1973). W utworze wykorzystano też sampel z kultowego filmu exploitation Piję twoją krew (I Drink Your Blood, 1970). "Feel So Numb" pojawia się na tracklistach kompilacji Past, Present & Future (2003) i The Best of Rob Zombie (2006). Kompozycja pojawia się na ścieżkach dźwiękowych gry wyścigowej FlatOut 2 (2006) oraz filmu science-fiction Rollerball (2002). Utwór promowany był teledyskiem, w którym członkowie zespołu Roba Zombie występuje w klubie rockowym. W wideoklipie gościnnie wystąpili Sid Haig i Sheri Moon.

## Twórcy
- Wokale, tekst utworu, produkcja, kierownictwo artystyczne: Rob Zombie
- Mastering: Tom Baker
- Produkcja, programming, miksowanie: Scott Humphrey
- Gitara: Mike Riggs
- Gitara basowa: Rob "Blasko" Nicholson
- Bęben: John Tempesta

## Pozycje na listach przebojów
| Kraj              | Notowanie (2001)       | Wydawca   | Najwyższa pozycja |
| ----------------- | ---------------------- | --------- | ----------------- |
| Stany Zjednoczone | Mainstream Rock Tracks | Billboard | 10                |
| Stany Zjednoczone | Modern Rock Tracks     | Billboard | 18                |